# دونگا ترشنگیتسا
دونگا ترشنگیتسا (به صربی: Donja Trešnjica) یک منطقهٔ مسکونی در صربستان است که در مالی زوورنیک واقع شده‌است.